# Willy Vanden Berghen
Willy François Vanden Berghen (ur. 3 lipca 1939 w Vilvoorde, zm. 30 marca 2022) – belgijski kolarz szosowy i torowy, brązowy medalista olimpijski oraz brązowy medalista szosowych mistrzostw świata.

## Kariera
Największe sukcesy w karierze Willy Vanden Berghen osiągnął w 1960 roku, kiedy zdobył dwa medale na międzynarodowych imprezach. Najpierw wystąpił na mistrzostwach świata w Karl-Marx-Stadt, gdzie w indywidualnym wyścigu ze startu wspólnego amatorów zdobył brązowy medal, ulegając jedynie dwóm reprezentantom NRD: Bernhardowi Ecksteinowi i Gustawowi-Adolfowi Schurowi. Nieco ponad dwa tygodnie później wystartował na igrzyskach olimpijskich w Rzymie, gdzie w tej samej konkurencji ponownie był trzeci. Tym razem wyprzedzili go tylko Wiktor Kapitonow z ZSRR i Włoch Livio Trapè. Ponadto dwukrotnie zdobywał medale torowych mistrzostw Belgii, w tym złoty w 1959 w indywidualnym wyścigu na dochodzenie amatorów. Poza igrzyskami na szosie zwyciężył między innymi w klasyfikacji generalnej Flèche du Sud w 1958 i Ronde van Oost-Vlaanderen w 1961 roku. 
Jego ojciec – Jan Vanden Berghen oraz kuzyn – Jean Bogaerts również byli kolarzami.